# Drincham
Drincham [dʁɛ̃kam] est une commune française située dans le département du Nord, en région Hauts-de-France. Ses habitants sont appelés Drinchamoises ou Drinchamois. Drincham est situé sur la Méridienne verte.
Le village de Drincham organise son propre carnaval qui se déroule, depuis 1995, le samedi précédant la bande de Bergues.

## Géographie

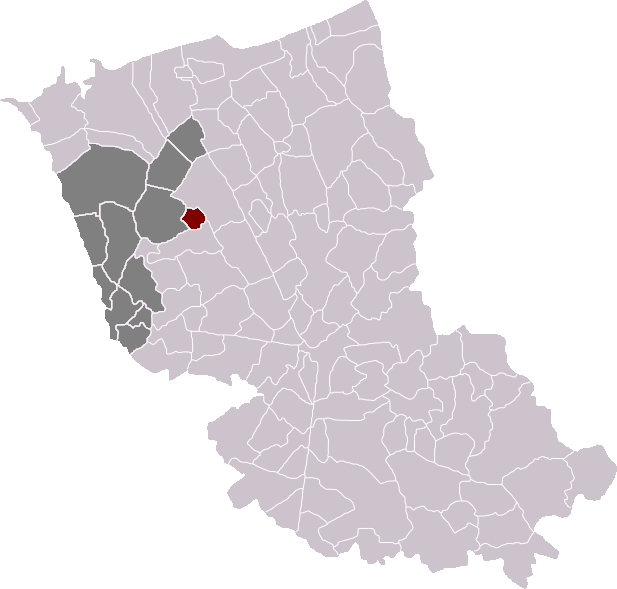
Drincham dans son canton et son arrondissement

### Situation
La superficie de Drincham est de 338 hectares (3,38 km2). Située dans la plaine de la Flandre maritime qui borde la Mer du Nord, l'altitude de cette plaine reste souvent inférieure au niveau de la mer, d'où des invasions marines fréquentes dans le passé, par exemple transgression marine Dunkerque I, transgression marine Dunkerque II, transgression marine Dunkerque III. De ce fait, la région demeura longtemps une zone de marais qu'il fallut drainer et assécher avant de pouvoir cultiver les sols. Ainsi, pour cette zone géographique, la mise en place et la gestion des wateringues avait une grande importance, même si la commune de Drincham était plutôt protégée par son altitude moyenne de 11 mètres. En revanche, après avoir envahi le pays, la mer y a laissé en se retirant des sédiments et sables qui ont contribué à faire de riches terres propices à l'agriculture. Drincham est donc une commune rurale d'intense activité agricole et d'élevage.

### Communes limitrophes
|           |          | Pitgam |
| Looberghe | Drincham |        |
|           | Eringhem |        |

### Hydrographie

#### Réseau hydrographique
La commune est située dans le bassin Artois-Picardie. Elle est drainée par le canal de Pitgam et le canal de Snaekedyck Drincham,.

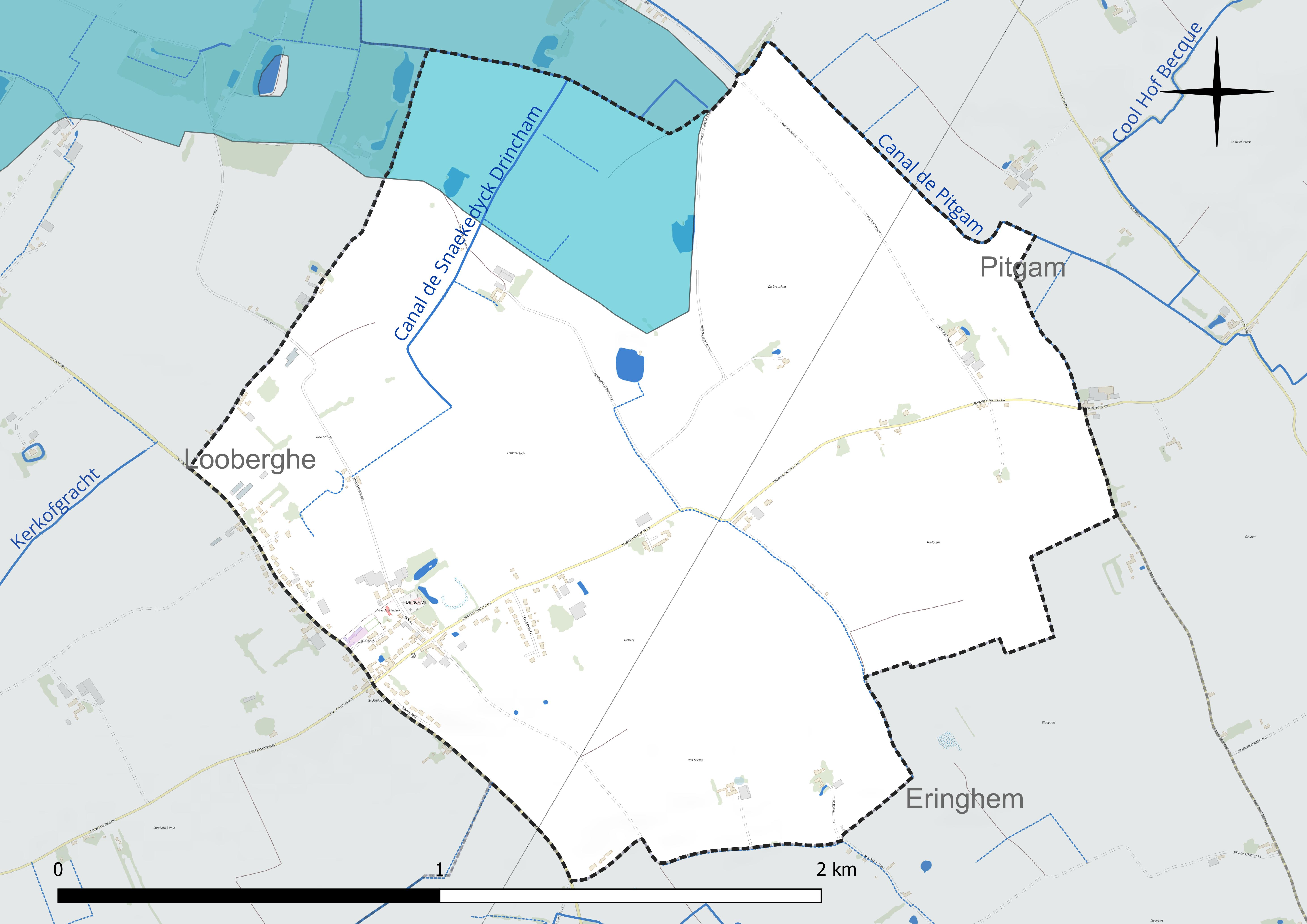
Réseau hydrographique de Drincham.

#### Gestion et qualité des eaux
Le territoire communal est couvert par le schéma d'aménagement et de gestion des eaux (SAGE) « Delta de l'Aa ». Ce document de planification concerne un territoire de 1 208 km2 de superficie, délimité par le bassin versant de l'Aa. Le périmètre a été arrêté le 18 août 2000 et le SAGE proprement dit a été approuvé le 15 mars 2010. La structure porteuse de l'élaboration et de la mise en œuvre est l'Institution intercommunale des Wateringues.
La qualité des cours d'eau peut être consultée sur un site dédié géré par les agences de l'eau et l'Agence française pour la biodiversité.

### Climat
Pour des articles plus généraux, voir Climat des Hauts-de-France et Climat du Nord.
En 2010, le climat de la commune est de type climat océanique altéré, selon une étude du CNRS s'appuyant sur une série de données couvrant la période 1971-2000. En 2020, Météo-France publie une typologie des climats de la France métropolitaine dans laquelle la commune est exposée à un climat océanique et est dans la région climatique  Côtes de la Manche orientale, caractérisée par un faible ensoleillement (1 550 h/an) ; forte humidité de l'air (plus de 20 h/jour avec humidité relative > 80 % en hiver), vents forts fréquents.
Pour la période 1971-2000, la température annuelle moyenne est de 10,6 °C, avec une amplitude thermique annuelle de 13,5 °C. Le cumul annuel moyen de précipitations est de 756 mm, avec 12,3 jours de précipitations en janvier et 7,8 jours en juillet. Pour la période 1991-2020, la température moyenne annuelle observée sur la station météorologique la plus proche, située sur la commune de Watten à 10 km à vol d'oiseau, est de 11,3 °C et le cumul annuel moyen de précipitations est de 822,8 mm,. Pour l'avenir, les paramètres climatiques de la commune estimés pour 2050 selon différents scénarios d'émission de gaz à effet de serre sont consultables sur un site dédié publié par Météo-France en novembre 2022.

## Urbanisme

### Typologie
Au 1er janvier 2024, Drincham est catégorisée commune rurale à habitat dispersé, selon la nouvelle grille communale de densité à sept niveaux définie par l'Insee en 2022.
Elle est située hors unité urbaine. Par ailleurs la commune fait partie de l'aire d'attraction de Dunkerque, dont elle est une commune de la couronne,. Cette aire, qui regroupe 66 communes, est catégorisée dans les aires de 200 000 à moins de 700 000 habitants,.

### Occupation des sols
L'occupation des sols de la commune, telle qu'elle ressort de la base de données européenne d'occupation biophysique des sols Corine Land Cover (CLC), est marquée par l'importance des territoires agricoles (100 % en 2018), une proportion identique à celle de 1990 (100 %). La répartition détaillée en 2018 est la suivante : terres arables (100 %). L'évolution de l'occupation des sols de la commune et de ses infrastructures peut être observée sur les différentes représentations cartographiques du territoire : la carte de Cassini (XVIIIe siècle), la carte d'état-major (1820-1866) et les cartes ou photos aériennes de l'IGN pour la période actuelle (1950 à aujourd'hui).

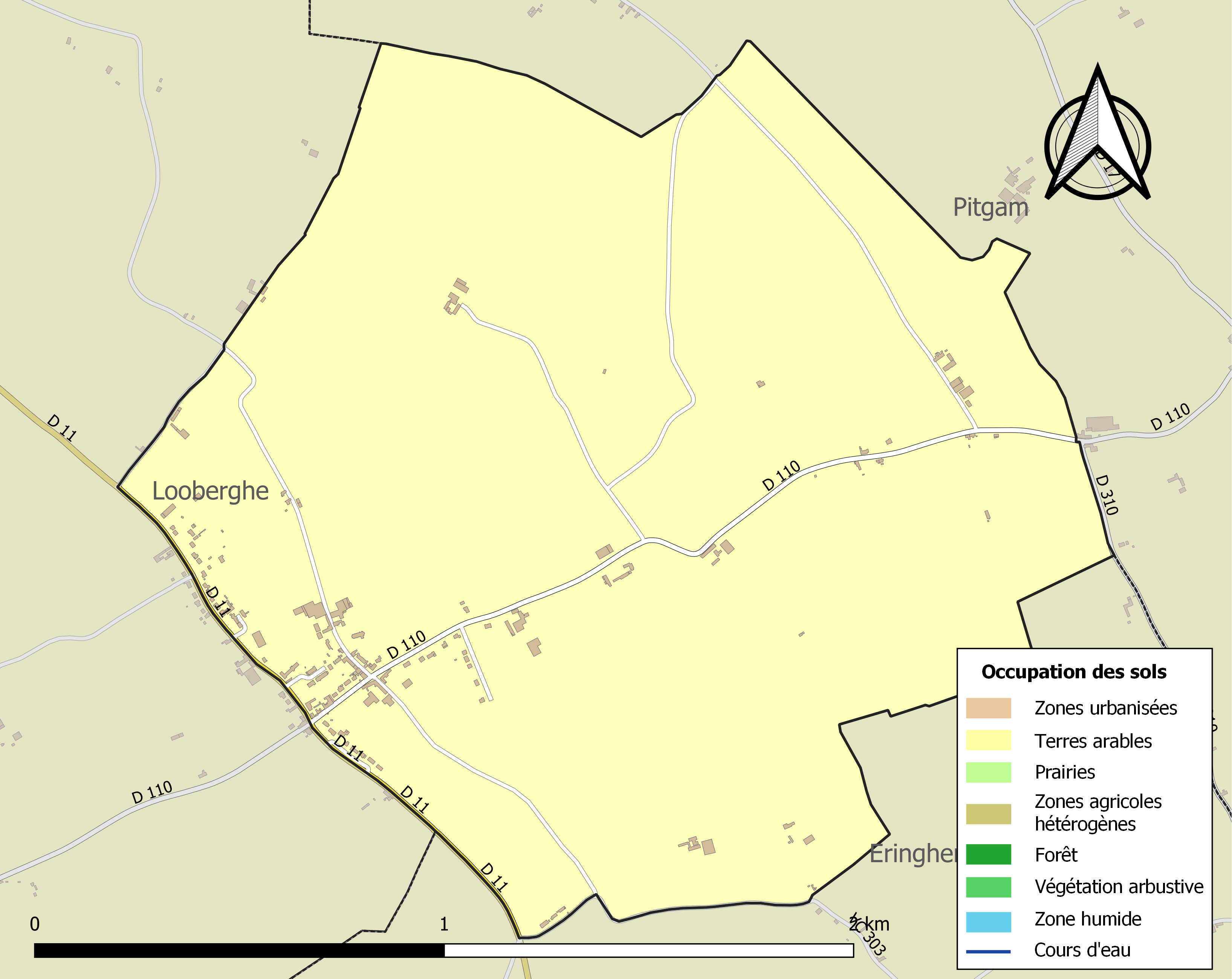
Carte des infrastructures et de l'occupation des sols de la commune en 2018 (CLC).

## Toponymie
857 : Dagmaringahem (domaine de Dagmar).

## Héraldique
Les armes de Drincham sont celles de l' ancienne seigneurie de Drincham (voir seigneurs de Drincham).
| Blason de Drincham | Les armes de Drincham se blasonnent ainsi :"Echiqueté d'argent et d'azur, à la bordure de gueules" . |

## Histoire
Drincham est une petite commune des Flandres françaises. L'aspect qu'elle présente aujourd'hui ne laisse rien présumer de son riche passé rien moins qu'ordinaire.
Drincham a retenu au Moyen Âge et à l'époque moderne l'attention des érudits ou chercheurs du fait de l'existence d'une seigneurie dont le titulaire fut à un moment donné un fils naturel du noble le plus puissant de la région : le comte de Flandre, pair de France. Juste avant qu'elle ne disparaisse à la suite de la Révolution française, son dernier titulaire fut un des deux représentants de la noblesse du bailliage de Bailleul aux États généraux de 1789.

### Les seigneurs de Drincham
Le détail des seigneurs successifs de Drincham figure dans seigneurs de Drincham.
La trace d'un seigneur de Drincham est retrouvée à partir de 1110 (le village existe lui depuis au moins 830 cf. ci-dessous section Toponymie).
L'histoire des seigneurs de Drincham se divise en quatre grandes époques.
- La première va de 1110 à 1383. Les seigneurs de Drincham apparaissent dans des textes où ils s'occupent d'affaires concernant la seule seigneurie de Drincham : ils gèrent leurs biens, ne sont seigneurs que de Drincham, habitent très probablement sur place. Il s'agit donc de petits seigneurs locaux qui accèdent à la chevalerie au XIIIe siècle, sans obtenir d'autres distinctions nobiliaires. Toutefois, l'un des derniers d'entre eux, Jean de Drincham, seigneur vers 1350, se distingue par sa proximité avec plusieurs personnalités importantes et il donne à la seigneurie un haut niveau qui préparera la phase suivante.
- Un premier tournant important intervient en fin 1383 lorsque le comte de Flandre de l'époque, Louis De Male donne à un de ses enfants naturels la seigneurie de Drincham. Elle constitue les seuls biens de cet héritier, ce qui laisse signifier qu'elle suffisait à lui assurer des revenus suffisants, fait révélateur du niveau qu'elle avait atteint. Cette deuxième époque va durer de 1383 à 1615, période pendant laquelle la seigneurie appartient à des descendants du comte quasiment jusqu'au bout. Les seigneurs de Drincham se désignent eux-mêmes de Flandre Drincham pour rappeler leur origine prestigieuse : Louis de Male descendant des capétiens par sa mère, les seigneurs de Drincham de cette lignée relèvent eux aussi de cette famille qui régna sur la France. Possédant plusieurs domaines, ils ne demeurent plus forcément sur place. Les biens des seigneurs correspondaient dans la châtellenie de Bourbourg à une surface supérieure à celle de l'ensemble de la superficie de la commune actuelle et ils possédaient en outre des terres dans la châtellenie de Furnes.
- En 1615, débute la troisième phase : la seigneurie est rachetée par les De Cupere (famille de Cupere). Ceux-ci proviennent d'une branche cadette d'une famille dont le rameau principal prospéra aux Pays-Bas. Ils possèdent plusieurs seigneuries et accomplissent pour la plupart des carrières militaires. Ils vont fortement marquer le village par le soin mis à veiller à son éclat : construction du château, considéré en son temps comme le plus beau de la châtellenie (le château pouvait abriter 300 hommes en armes ce qui lui donnait une puissance notable pour l'époque[15]), reconstruction de l'église en la dotant richement (les armoiries des De Cupere se trouvent encore au-dessus de la porte d'entrée actuelle bâtie en 1901[16], le confessionnal de l'église, classé par les Beaux Arts, date de cette époque cf. section ci-dessous Lieux et monuments).
- Les De Cupere gardent la seigneurie pendant un siècle et demi, jusqu'à la veille de la Révolution de 1789 où elle appartient aux marquis de Harchies. Ces nouveaux détenteurs, héritiers par les femmes des De Cupere, récupèrent la seigneurie après la mort du dernier descendant masculin De Cupere et portent le nom de leurs ascendants masculins. Cette quatrième époque fut courte mais néanmoins brillante puisque le dernier seigneur de Drincham fut un des deux représentants de la noblesse pour le bailliage de Bailleul aux États généraux de 1789.

### Préhistoire et antiquité (avant l'an 476 de notre ère)
Comme pour les communes voisines de Drincham, on sait peu de choses sur cette période. Les hommes préhistoriques étaient peut-être présents dans cette région dans la mesure où les conditions naturelles de marais, marécages, de montées périodiques des eaux cf transgression marine Dunkerque II, le permettaient. Les hommes peuplaient le pays des deux côtés de la Manche comme le montre la préhistoire de la Grande-Bretagne ou le célèbre site près d'Amiens qui donna son nom à une période de la préhistoire (acheuléen).
Des humains furent donc peut-être présents, ou au moins de passage, mais les traces de leur présence demeurent rares. Les préhistoriens expliquent cette rareté par l'érosion des sols et par la très forte activité agricole pendant des siècles qui a éliminé les traces possibles cf. pour une découverte importante au 3e millénaire avant notre ère.
Dans les derniers siècles de l'Antiquité, des tribus gauloises peuplent la région. Sont notamment établis dans la région de Saint Omer les Morins (d'où le nom de Morinie donné à ce secteur) et dans la région de Drincham les Ménapiens. Des fouilles faites à Pitgam au lieu-dit Schulleveldt, tout près de Drincham, en 1997 à l'occasion de la pose d'un gazoduc ont confirmé cette présence ménapienne. Le site fouillé date du IIe siècle, époque où il bordait le littoral : la mer arrivait jusque-là à cette époque.
Comme toute la Gaule, la région fut conquise par les Romains au Ier siècle avant notre ère, non sans résistance farouche d'ailleurs, telle que le décrit Jules César dans La guerre des Gaules.
Les Romains ont laissé des traces de leur passage à Drincham : l'actuelle D110 qui vient de Lynck et va vers Crochte serait, selon Mr Verbeke, non confirmé par d'autres sources, une ancienne voie romaine qui allait de Looberghe à Loo (actuellement Lo-Reninge) en Belgique, d'où le nom de Looweg, reliant Bruges à Wissant. En revanche, la voie allant de Cassel vers la côte, et qui traverse Drincham pour aller vers Looberghe et Bourbourg en venant d'Arnèke, appelée route de Cassel ou D11 se voit attribuer, de manière plus assurée, par la plupart des sources, le qualificatif d'ancienne voie romaine.
Drincham n'existait sans doute pas encore à cette époque : une partie du village actuel était sous les eaux, l'autre couverte de bois, et le village aurait été créé vers 400, même si les éléments manquent pour le prouver.

### Moyen Âge (476-1453)
On trouve une première trace de Drincham dans un document écrit au IXe siècle : le village figure sous sa première appellation Dagmaringahem puis Dagmaringham, nom signifiant probablement « demeure de la famille Dagmar ou du chef Dagmar ».
Le nom Dagmar à consonance germanique reflète l'origine des nouveaux occupants de la région au IXe siècle : il s'agit des Francs, qui donnèrent leur nom à la France, arrivés de régions germaniques au Ve siècle : Clovis devient roi à Tournai en 481 et va étendre son royaume dans la France actuelle.
Drincham fait partie au IXe siècle des biens de l'abbaye de Saint Bertin de Saint Omer (appelée à l'époque Sithiu). Cette abbaye avait été fondée au VIIe siècle par l'évêque de Thérouanne.
Depuis le VIIe siècle, en effet, des religieux parcourent la région pour évangéliser les populations, fondent des chapelles. Drincham a probablement un oratoire à ce moment. Saint Winoc dit de Bergues aurait fait partie de ces prédicateurs zélés. Ces campagnes sont ainsi converties au catholicisme, foi à laquelle elles demeurent fidèles depuis. La ferveur religieuse de la Flandre maritime, tout autant que la volonté d'encadrement de la population, se traduisent par, au VIIe – XIe siècle, la multiplication des abbayes : abbaye de Saint Bertin de Saint Omer, déjà citée, abbaye Notre-Dame de Bourbourg, abbaye de Watten, abbaye de Wormhout, reconstruite à Bergues pour n'en citer que quelques-unes. Les abbayes reçurent de grands domaines, à charge pour elles d'assécher les terres, de les rendre cultivables.
Cela permet de commencer à exploiter les riches terres libérées des eaux, même si le travail dut être constamment repris ou continué du fait de l'altitude très basse de cette plaine dans son ensemble, ce fut la tâche de l'organisation des watringues.
Drincham relève à ce moment du diocèse de Thérouanne pour le « spirituel », pour reprendre l'expression de Mr Verbèke. Pour le temporel, le village est englobé dans la châtellenie de Bourbourg. L'ensemble se trouve sous l'autorité d'un grand officier nommé par le roi de Francie Occidentale, chargé de protéger toute la région comprise entre Bruges et Saint Omer contre les envahisseurs potentiels. En 866, le titulaire de cette fonction Baudouin Ier dit Bras de fer est nommé comte de Flandre.Les titulaires successifs comptent parmi les seigneurs les plus puissants de l'époque.
Parmi les envahisseurs potentiels, au IXe siècle, il faut compter les Normands ou Vikings qui ravagent tout le nord ouest de la France lors de plusieurs vagues d'invasion. Lors d'un de ces raids, ils font, entre autres, d'énormes dégâts à Thérouanne, à Wormhout. Toute la région est concernée et Drincham n'y échappe sans doute pas, si du moins le village existait déjà.
Un malheur n'arrivant jamais seul, à l'approche de l'an mille, passage du millénaire que, selon la tradition historique, la population redoute comme possible fin du monde, ce que ne prouvent pas les récents travaux des historiens (voir an mille), la région est frappée plusieurs années de suite par des pluies torrentielles, des tempêtes. Tous ces évènements aboutissent à des périodes difficiles où par endroits la population connait la faim.
Au XIe siècle, l'agriculture est relancée, notamment à la suite d'une décision du comte de Flandre d'accorder la possession de terres incultes à quiconque s'engage à les mettre en culture et à y rester pour continuer de les mettre en valeur. Cet effort conjugué à la politique d'irrigation et d'assainissement grâce aux watringues fait connaitre à la région une période de prospérité.
On peut voir un reflet de cette prospérité dans l'église de Drincham. En 1369, le seigneur Jean de Drincham, chevalier, fait construire une nouvelle et grande église. Y est prévu un emplacement particulier destiné à accueillir les tombeaux des maîtres du lieu. Elle est en particulier dotée, nous dit M. Verbèke, de magnifiques vitraux parmi les plus anciens de la Flandre, qui donnent, entre autres, à côté d'épisodes de la vie des saints, la généalogie des seigneurs de Drincham avec leurs blasons successifs.
En mai 1383, les Anglais récemment débarqués sur nos côtes, attaquent et prennent, après trois jours de résistance, le château de Drincham. La garnison d'environ deux cents hommes périt pendant la bataille. Le château remis en état par les Anglais est de nouveau assiégé, cette fois par les Français, qui le reprennent aux Anglais en septembre 1383 : voir croisade d'Henri le Despenser.
En 1384, le comte de Flandre Louis de Male meurt. Sa fille et héritière Marguerite III de Flandre avait épousé le duc de Bourgogne, Philippe II de Bourgogne. La Flandre et donc Drincham deviennent possessions du duc de Bourgogne, comte de Flandre.

### Histoire moderne (1453-1789)

#### LesXVeetXVIesiècles.
À cette époque, la France est plongée dans ce que les historiens ont appelé : « le petit âge glaciaire », marqué par des hivers froids, des étés courts et pluvieux. Celui-ci s'étale sur une période plus longue allant du XIIIe siècle ou du XIVe siècle (la question est encore débattue) au milieu du XIXe siècle. Il faut garder à l'esprit cet arrière-plan de conditions climatiques difficiles, particulièrement importantes dans une région comme celle de Drincham entièrement tournée vers l'agriculture et tirant ses richesses de celle-ci pour apprécier ce qu'est l'histoire du village dans ces siècles.
M. Verbèke nous apprend que dans un document du XVe siècle, sans autre précision, la châtellenie de Bourbourg est divisée en cinq "mayries" ou ammanies. Celle de Drincham s'étend en Eringhem, Looberghe et Millam, l'ensemble représentant environ 522 habitants. Ce chiffre ne peut être accepté qu'avec réserves : cela semble beaucoup pour le seul village de Drincham, et peu pour les 4 communes réunies si on se réfère à leur population connue depuis le XVIIIe ainsi que le montre la section "Population et société" ci-dessous et dans les communes citées. Il peut également être relevé que depuis le XVIIIe siècle, début des chiffres de population considérés comme fiables, Drincham est la moins peuplée des 4 communes. En était-il autrement à l'époque de sa splendeur? Les sources fiables sur le sujet manquent. Tout juste, peut-on rappeler que pour la population du village au XVe, il faut tenir compte des ravages causés par les différentes épidémies, dont la peste, en particulier l'épouvantable épidémie de peste du XIVe siècle qui sévit dans toute l'Europe entre 1347 et 1352 : elle faucha entre un tiers et la moitié de la population européenne.
La Flandre, y inclus la Flandre maritime et donc Drincham, est revendiquée depuis toujours par les rois de France qui se veulent les suzerains des comtes de Flandre, même si ceux-ci sont souvent suffisamment puissants pour être quasi indépendants. Toutefois, en 1529 par le traité de Cambrai dit Paix des Dames, le roi de France François Ier renonce à sa suzeraineté sur la Flandre. Celle-ci relève donc du maître de l'Espagne, également héritier des États bourguignons et d'autres possessions, Charles Quint. Drincham devient ainsi « espagnole », après avoir été « bourguignonne» (elle le reste jusqu'en 1659; à cette date, par le traité des Pyrénées, l'Espagne cède à la France Gravelines et la châtellenie de Bourbourg).
Cependant, entre le renoncement de 1529 et 1659, la vie dans la région ne fut pas un long fleuve tranquille : de nombreux affrontements ont lieu entre le roi de France et ses voisins en cette Flandre maritime ou française et les campagnes et villages en font les frais.
En 1553, Charles Quint rase la ville de Thérouanne, conséquence de l'affrontement entre le roi de France et l'empereur, directement lié aux guerres d'Italie. Le diocèse de Thérouanne disparait et Drincham relève désormais du diocèse de Saint-Omer.
En 1558, la France s'est rendue maîtresse de la ville de Calais, anglaise depuis 1346. Dans le prolongement de cette conquête, une armée française commandée par le maréchal de Thermes met le siège devant Gravelines. Elle échoue à prendre cette ville et part piller Dunkerque. Selon Mr Verbèke, elle dévaste également ses environs dont Drincham puis, ralentie par son butin, elle est rattrapée et vaincue par une armée espagnole commandée par le comte d'Egmont qui met ainsi fin aux pillages : voir Bataille de Gravelines.
Concernant les troubles religieux (apparition du protestantisme, puis guerres de religion) du XVIe siècle, la conversion au protestantisme ne semble pas avoir eu un grand succès dans la châtellenie de Bourbourg. En revanche, Hondschoote, à cette époque, ville plus importante que de nos jours, à la prospérité fondée sur le textile : industrie du drap surtout mais aussi du lin, est un centre protestant notable. La communauté de protestants s'y heurte à la répression menée par les souverains espagnols contre « l'hérésie ». Dans ces années troublées, en 1567, l'arrestation par le bailli de Flandre d'un bourgeois de la ville soupçonné d'hérésie provoque une émeute dans la ville. Ce bourgeois se nomme Charles de Drincham. Quel est le lien entre cette personne et le village de Drincham? Le texte ne le précise pas. Toutefois, des descendants du seigneur de Drincham Jean Sans Terre, lui-même fils naturel du comte de Flandre Louis de Male, sont seigneurs de Bambecque. La proximité géographique entre Bambecque et Hondschoote laisse présumer un lien entre ce Charles de Drincham d'Hondschoote et Simon de Drincham seigneur de Bambecque (voir seigneurs de Drincham).

#### Le terribleXVIIesiècle
À partir de 1630, et tout au long du XVIIe siècle, la châtellenie de Bourbourg, et donc Drincham, va de malheurs en difficultés de tous ordres : épidémie, conditions climatiques exceptionnelles, succession d'hivers rigoureux ou très rigoureux, et surtout de façon de plus en plus fréquente, troubles liés à l'affrontement incessant entre la France du cardinal de Richelieu et Louis XIII puis Louis XIV, et l'Espagne de Philippe IV puis Charles II pour mettre la main sur, ou pour garder, cette riche région : passages de troupes, pillages, mise à contribution des habitants pour entretenir les garnisons ou défendre la contrée, corvées....espagnols et français rivalisent en dévastations et destructions. On peut résumer la situation en disant qu'entre 1636 et 1676 quasiment tous les ans ou tous les deux ans, le village doit subir un fléau généralement lié à l'affrontement indiqué ci-dessus mais pas uniquement.
Mr Verbèke a retracé le détail de ces malheurs et les péripéties successives dans son Histoire de Drincham.
Pour en évoquer seulement quelques faits, ayant directement et spécifiquement impliqué le village, il est possible de noter qu'en 1645, Gaston de France, duc d'Orléans, frère de Louis XIII, qui s'est rendu maître de Gravelines en 1644, veut prendre Watten, Cassel, avec comme objectif final Dunkerque. À cette fin, il assure ses arrières en contrôlant différents châteaux forts dont celui de Drincham malgré la forte résistance des assiégés. Les Espagnols cherchent à  empêcher les Français de franchir le canal de la Colme pour aller vers Dunkerque et les bloquent quelques jours à Looberghe. Les Français se retirent pour trouver un autre passage, ils y parviennent par Pont l'Abbesse, traversent Cappellebroucq pourtant inondée, les Espagnols tentent mollement de les repousser, échouent et finalement toute l'armée française s'engouffre. Les Espagnols veulent les arrêter à Bourbourg et en renforcent les défenses. Le commandement de la ville fortifiée est confié à un proche du gouverneur des Pays-Bas contre l'opinion des habitants pour qui la personne la plus habilitée est le commandant du fort de Lynck. De plus, les militaires se comportent en maîtres sans égards pour les habitants. Résultat : Bourbourg résiste peu, le fort de Lynck suit quelques jours après et la route de Fort Mardyck est ouverte pour les Français.
En 1656, les troupes espagnoles, maîtresses de Bourbourg depuis 1650 (en cette période, les villes ne cessent de passer de main en main en fonction du résultat des combats (cf. le cas extrême de Dunkerque qui en une seule journée en 1658 fut tour à tour espagnole, puis française puis anglaise comme le relate l'histoire de Dunkerque) quittent la ville, passent par Drincham où elles se logent et causent les dégâts habituels de troupes plus ou moins disciplinées se servant sur l'habitant. L'année suivante, c'est le mouvement inverse (l'armée de Turenne se repose à Drincham le 31 août 1657 venant de Brouckerque) mais les dégâts se reproduisent.
1658 commence par un hiver exceptionnellement rigoureux. C'est également l'année où le grand Turenne à la tête d'une coalition franco-anglaise met le siège devant puis prend Dunkerque (bataille des Dunes). Cette fois, après les Français avant leur arrivée devant Dunkerque et les dommages collatéraux inhérents à cette invasion, après les Espagnols très présents eux aussi, ce sont les Anglais qui font une incursion dans la contrée, heureusement préservée grâce au magistrat de Bourbourg qui sait sauvegarder par son attitude les villages dépendant de son autorité, ce qui ne fut pas le cas de Pitgam.
Ensuite, les Français descendent vers Drincham et Looberghe avec l'intention de franchir la Colme. Les Espagnols résistent, les Français font un détour, finissent par passer la Colme à Watten et repoussent les Espagnols. Les villages aux alentours ont alors à subir le passage d'une armée espagnole en retraite puis celui de leurs vainqueurs. Les rumeurs courent la région à propos de soldats anglais (protestants donc « hérétiques » depuis Henri VIII au XVIe siècle) qui vont arriver incessamment, ce qui provoque de nouvelles fuites par crainte de l'hérésie.
En 1659, comme il a été dit ci-dessus, la châtellenie de Bourbourg, et donc Drincham, redevient française et cette fois définitivement. Drincham compte donc parmi les premiers villages flamands à redevenir français (les autres villages et villes de la Flandre maritime suivent au cours de cette même deuxième moitié du XVIIe siècle).
Deux faits marquent l'année 1662 : d'abord un orage d'une violence inhabituelle, accompagné d'une véritable tempête qui met à bas nombre de constructions et détruit plusieurs moulins (cf. un des moulins rescapés de cette époque sur la commune de Pitgam, en haut de la côte sur la route menant à Crochte), et ensuite le rachat par Louis XIV de la ville de Dunkerque aux Anglais. C'en est fini de la présence de ces derniers dans la région en tant que puissance susceptible d'avoir des ambitions dans la conquête de territoires. Pour les habitants de Drincham très pieux, cela signifie le départ de « l'hérésie » anglicane.
Un dernier évènement notable se produit encore : il est lié au fait que les communes environnant la châtellenie de Bourbourg ne sont pas encore françaises. En conséquence, en 1676, missionné par Louis XIV, le maréchal d'Humières s'empare d'Aire-sur-la-Lys et vient faire le siège du fort de Lynck tenu par les Espagnols. Celui-ci résiste à peine mais la troupe française déployée dans les environs vient s'emparer des grains et des foins dans l'ammanie de Drincham.
Le village se retrouve de nouveau ruiné, il doit fournir ses récoltes, alors que celles-ci avaient été très satisfaisantes, ce qui avait rendu courage aux habitants après un demi-siècle d'épreuves, mais aussi son bétail pour nourrir la troupe, des chariots et autres matériels dont les paysans ont le plus grand besoin et enfin de la main d'œuvre.
Les données sur l'état d'esprit des habitants n'existent pas mais on peut présumer de leur épuisement. Drincham, comme sans doute toute la châtellenie, voit fondre sa population : celle-ci se réduit à 200-300 personnes, chiffre qui reste désormais le sien.
Il faut tout le tempérament de ces personnes dures au mal, habituées au dur labeur de la terre, pour une nouvelle fois, après déjà de multiples situations de même nature, reconstruire et recommencer. Le courage de ceux qui n'avaient pas fui, exaspérés ou épuisés ou les deux, fut exceptionnel. Il est vrai également que le jeu en valait la chandelle : des terres aussi fertiles ne peuvent rester sans être exploitées et le travail, dès lors qu'il redevient possible, donne les résultats escomptés.
La paix enfin revenue pour la région de Drincham (même si la frontière de la France en Flandre ne devient définitive qu'en 1713 : traités d'Utrecht), les habitants de Drincham peuvent se livrer à leurs occupations quotidiennes et cultiver ces riches terres caractérisant la commune. Certes, la domination du roi de France se traduit par des impôts conséquents dus par les habitants de la châtellenie : impositions diverses et variées, dons en nature, paiements pour l'entretien des fortifications des places fortes dont Gravelines, contribution à l'entretien des watringues, corvées, etc. Mr Verbèke énonce ces diverses taxations. Mais enfin, la paix revenue, au moins Drincham, comme les villages voisins, n'a plus à devoir, en plus de toutes les difficultés liées au dur travail de la terre et aux rigueurs du climat, subir les ravages de la guerre.
On peut voir un signe de cette paix et prospérité revenues dans la reconstruction de l'église, sans doute endommagée après toutes ces avanies, en 1688.

#### LeXVIIIesiècle.
Le XVIIIe siècle ne fut pas facile pour les habitants de Drincham. Si la contrée ne fut plus dévastée par les guerres incessantes, elle connut en revanche des conditions naturelles difficiles : hivers particulièrement rigoureux, épizooties, tempêtes... Le petit âge glaciaire déjà évoqué ci-dessus va connaitre une importance particulière au XVIIIe siècle caractérisé par des conditions climatiques difficiles. Les historiens font depuis peu le lien entre ces conditions climatiques, aggravées par un autre phénomène naturel, l'éruption du volcan islandais Laki en 1783, et le déclenchement de la Révolution Française, tellement la population était à bout et affamée. Ces conditions naturelles spéciales ne constituent qu'une partie des causes de 1789 mais elles jouèrent un rôle désormais reconnu.
Toutefois, à la fin du XVIIe siècle et au début du XVIIIe siècle, Drincham va connaitre des évènements plus gais, petits en eux-mêmes mais qui ont durablement marqué les esprits : il s'agit des visites du célèbre corsaire Jean Bart à son parent curé de Drincham. Jean Bart était un véritable héros national à cette époque et ses visites avec femme et enfants ne passaient pas inaperçues. Dans les années 1960 encore, les Drinchamois l'évoquaient en famille dès lors qu'il était question de l'histoire du village : la tradition orale transmettait ce souvenir de génération en génération depuis deux siècles.
Au début du XVIIIe siècle, la France entière connut un hiver particulièrement dur en 1709. Les hivers difficiles se sont succédé depuis les années 1200-1300 mai 1709 fut encore pire et pour tout dire complètement exceptionnel. Tout gela, le vin gelait dans les carafes, le thermomètre resta sous zéro pendant des semaines, les arbres fruitiers gelèrent et ne donnèrent quasiment rien comme fruits l'été suivant, le gibier (lapins, lièvres, oiseaux) mourut de froid, toutes les semences faites à l'automne en vue d'une récolte au printemps et à l'été furent perdues. Résultat : le prix de ce qui put être sauvé ou importé des pays étrangers et en premier lieu l'aliment de base, le pain, s'envola, les pauvres ne purent plus se nourrir : ce fut la grande famine de 1709.
On devine aisément que la population ne se relève pas si facilement de telles épreuves, il faut du temps. L'histoire démographique de la France, montre qu'entre 1700 et 1715, la population du pays a baissé (quant à l'augmentation de la population entre 1600 et 1700, il faut tenir compte de l'extension du territoire de la France sous Louis XIV, pendant la deuxième moitié du XVIIe siècle; sans cet élargissement la courbe de la population serait en diminution, de plus, les guerres ont un coût humain).
Un évènement va quelque peu changer la donne quelques années plus tard : il s'agit de l'introduction dans la région de la culture de la pomme de terre. Mr Verbèke nous dit que ce fut l'œuvre d'un nommé Dequidt venant des Pays-Bas qui aurait ramené et donc introduit des plants de pommes de terre dans la région. Cette culture se développa rapidement, la terre de Flandre se montra particulièrement adaptée à cette plante. Elle fit partie désormais de l'alimentation de base de la population, ce qui permit d'atténuer les conséquences des années où les récoltes en céréales furent mauvaises. Et on sait quelle place elle tient désormais, encore aujourd'hui, dans les cultures dans la Flandre tant française que belge, au point qu'on oublie qu'elle est présente non pas depuis toujours mais seulement depuis 300 ans environ.
Les années suivantes furent marquées par l'alternance classique de faits parfois positifs, tels que des travaux d'aménagement de la Colme pour empêcher les inondations en 1737, parfois négatifs tels que plusieurs années d'épizootie (épidémies chez les animaux, notamment d'élevage et dans ce cas précis des bêtes à corne : bovins, caprins) autour de 1740-1750, ou encore 1774 ou de nouveau hiver rigoureux (en 1740 où il gela fortement du six janvier au sept mars, le grain semé périt dans la terre ce qui provoqua une forte misère du fait du prix élevé du blé) ou pluies inhabituelles (en 1751).
Pour lutter contre les effets dévastateurs de tels évènements, le pouvoir royal chercha à développer autant que possible l'agriculture et l'élevage afin d'éviter les périodes de disette voire de famine. Il fut remarqué que, lorsque les mêmes personnes étaient propriétaires de plusieurs fermes (plutôt appelées censes à l'époque), celles-ci étaient moins bien exploitées, que les bâtiments de la cense où il n'y avait plus d'exploitant unique tombaient en ruine, que finalement tout cela avait un effet négatif sur la mise en valeur des terres, (peut-être également parce que ce mouvement de concentration des terres en quelques mains ne facilitait pas l'installation de nouveaux venus n'ayant pas les moyens des gros propriétaires pour acheter les terres ou alors obligés de leur louer à des conditions désavantageuses). À cette fin, il fut décidé d'interdire aux propriétaires de censes dans les châtellenies de Bourbourg et de Bergues d'en exploiter plusieurs, et il fut défendu de détruire ou de laisser tomber en ruine les bâtiments des fermes. La mesure fut prise en 1754 par le représentant du pouvoir royal à Lille (en 1754, le roi est Louis XV).
Cette décision peut également s'expliquer par le contexte du développement d'un courant de pensée considérant que la richesse provient d'abord de la terre, qu'il convient donc de tout faire pour développer la culture de celle-ci : ce mouvement fut celui des physiocrates, le terme physiocratie signifiant « gouvernement par la nature » illustré notamment par François Quesnay, Vincent de Gournay ou encore Turgot, le futur ministre de Louis XVI.
En 1754, date de la décision qui vient d'être évoquée, outre le mouvement de la physiocratie, il faut se rappeler que trois ans plus tôt en 1751 est paru le premier volume de l'encyclopédie de Diderot et d'Alembert. Ces éléments témoignent de l'effervescence des esprits en cette moitié du XVIIIe siècle et de la conviction qu'il était possible d'agir pour diminuer les effets des évènements naturels négatifs. Il est donc possible d'émettre l'idée que la décision de 1754 se reliait au mouvement des idées de l'époque.
Ces idées mêlées à bien d'autres causes devaient mener quelques années plus tard à un évènement majeur de l'histoire de France, évènement qui eut un retentissement mondial non seulement à l'époque mais aussi jusqu'à nos jours : la Révolution de 1789. Événement d'envergure mondiale et qui concerna aussi la vie du petit village des Flandres qu'est Drincham.
À la veille de Révolution, en 1750, l'église du village détient quelques terres, (d'une église à une autre, les situations sont très inégales) situées pour l'essentiel dans la paroisse. Ces biens sont administrés par un « conseil de la fabrique »; les terres sont louées et le produit de la location entre en recettes dans les comptes de l'église. L'église de Drincham possède 12 mesures de terre, soit environ 5 hectares. Le curé a droit à la portion congrue, dont le montant augmente selon le nombre de vicaires. À côté, la table des pauvres de chaque paroisse détient également quelques terres destinées à aider les indigents, celle de Drincham possède 6 mesures de terre , soit environ 2 hectares.

### Histoire contemporaine: depuis 1789.

#### La Révolution de 1789
En 1788, le roi Louis XVI se retrouve confronté depuis plusieurs années à de nombreuses difficultés, parmi lesquelles les difficiles relations avec, d'un côté, certains de ses sujets non nobles, occupant de plus en plus des fonctions importantes et disposant de plus en plus de moyens financiers sans avoir la reconnaissance de ce rôle dans la société puisque non nobles et donc ne pouvant accéder aux postes les plus prestigieux, sujets pouvant être désignés sous le terme générique de « bourgeois » mais qui relevaient selon les catégories de l'époque du Tiers État au même titre que les serfs ou « vilains » (les deux autres tiers de la société étant la noblesse et l'église) et de l'autre côté, avec justement les deux autres ordres résistant de toutes leurs forces à l'évolution en cours et refusant d'abandonner leurs prérogatives et privilèges vis-à-vis des bourgeois bien sûr mais aussi vis-à-vis du pouvoir royal. Le roi décide donc en janvier 1789 de convoquer les États Généraux, instance constituée de représentants de toute la nation chargée de trancher les grandes questions qui restaient sans réponse.
Tout le pays se livre donc à deux actions : d'abord désigner des représentants pour discuter à Versailles, où réside la cour de France, des sujets problématiques (pour le Tiers État, chaque paroisse désigne des représentants qui se réunissent à un échelon intermédiaire, l'échelon retenu étant celui du bailliage de Bailleul pour désigner leurs délégués à Versailles) et ensuite rédiger des textes exprimant leurs opinions et revendications : il s'agit des documents entrés dans l'Histoire sous le titre de cahiers de doléance.
Les personnes de Drincham envoyées à Bailleul furent Pierre Jacques Vanhaecke et Bertin François Blanckaert. Les députés du Tiers État réunis à Bailleul,comme partout en France, choisirent essentiellement des hommes de droit, des avocats plus à même de défendre leurs droits pour les représenter à Versailles comme le montre la liste des députés aux États généraux de 1789.
Dans le cahier de doléances pour Drincham, on retrouve les souhaits et griefs habituels des personnes de la campagne : par exemple, la demande d'être mieux représentés et écoutés, la demande de respect par les autorités de leurs champs et de leurs récoltes (problème des chasses qui s'effectuaient à travers tout, piétinant leur travail), la demande d'être moins taxés, la demande que la justice soit la même pour tous dans toute la Flandre, et la demande de pouvoir être armé pour pouvoir se défendre, seuls les nobles pouvant l'être... Le cahier de doléance de Drincham compte peu de pages par rapport à certains. Ces gens de la terre sont allés à l'essentiel.
À noter que, par ailleurs, les députés de la Flandre maritime, pour le compte de la noblesse cette fois, (pour les deux autres ordres, tous les nobles et tous les membres du clergé étaient présents ou avaient mandaté quelqu'un à Bailleul pour choisir leurs envoyés à Versailles) désignèrent le seigneur de Drincham, le marquis de Harchies pour représenter avec le prince de Robecq la noblesse de la région à Versailles.
La Révolution française, soucieuse de faire disparaitre les traces de l'Ancien régime, réorganise l'administration de la France et c'est ainsi que Drincham se retrouve en 1790 dans le canton de  Bourbourg (ce qui ne changeait pas grand chose par rapport à l'ancienne châtellenie) lui-même partie intégrante avec d'autres cantons du district de Bergues qui deviendra plus tard l'arrondissement de Dunkerque, lui-même inclus avec d'autres arrondissements dans le département du Nord dont le chef-lieu fut d'abord Douai avant d'être transféré à Lille. C'est de la Révolution Française que date cette organisation (récemment modifiée en ce qui concerne le canton puisque désormais Drincham relève du canton de Grande-Synthe). Et c'est également la Révolution française qui organisa l'administration du premier échelon de cette pyramide en décrétant que chaque commune serait administrée par un conseil municipal dirigé par un maire.
Les révolutionnaires confisquèrent et prirent possession des biens de l'Église (terres, objets des églises, couvents,..) devenus « bien national » à travers tout le pays en vertu de décrets de 1789-1790. Furent donc enlevés de l'église de Drincham divers objets de valeur. De plus, on fit disparaitre de celle-ci nombre de signes rappelant l'ancien régime : atteinte aux tombeaux des seigneurs, aux armes et blasons qu'elle contenait. Ensuite, on détruisit une partie de l'église car elle était la nef seigneuriale. Après ces actions, le bâtiment avait perdu sa partie la plus riche.
De même, le château fut détruit parce que trop solide, en 1793... Une commission composée d'un militaire et d'un architecte considérant que la bâtisse à murs très épais était susceptible d'abriter des forces royalistes décida de faire raser l'édifice.
S'ajouta à tout cela l'affaire de la constitution civile du clergé votée en 1790 qui obligea les prêtres à prêter serment de fidélité à la constitution (et non plus à l'église ou à l'évêque, le refus d'un grand nombre d'entre eux et la division entre prêtres constitutionnels et prêtres réfractaires. Situation aggravée en 1793 avec le développement du culte de la raison et de l'être suprême et la fermeture des églises au culte entre juin 1793 et fin 1794, ce qu'évoque Mr Verbèke dans les dernières pages de son travail.
L'époque dut être difficile pour des villageois aussi pieux et fidèles à leur foi que les habitants de Drincham.
En revanche, Drincham n'eut pas trop à souffrir des guerres de la Révolution et de l'Empire qui se déroulèrent ailleurs. Seul fait notable : en 1793, après la mort de Louis XVI, le passage des troupes de Hanovre qui occupèrent par la suite Hondschoote. Les adversaires (Angleterre, États Allemands, etc.) de la France sont à Hondschoote, les Anglais venus de la Belgique font le siège de Dunkerque, le danger est donc proche mais les troupes révolutionnaires menées par le général Houchard libèrent Dunkerque (bataille de Hondschoote)
Le péril le plus grand était passé, même si pour se préserver de l'ennemi, les écluses furent manœuvrées afin d'inonder la région : les deux tiers de l'arrondissement de Dunkerque furent sous les eaux, ce qui laissa pendant des années du sel sur le sol et ne permit pas la culture. Drincham avec sa hauteur moyenne fut peut-être préservée.

#### LeXIXesiècle
La période fut plus tranquille que les précédentes pour la Flandre française, donc pour Drincham. Le département du Nord fut occupé pendant trois ans par les troupes de la coalition (Autriche, Prusse, Russie, Angleterre) formée contre Napoléon après Waterloo.
L'été 1846 fut marqué par de grosses chaleurs et la sécheresse frappa les terres entre Watten et Bergues.
En mai 1870, la commune de Drincham apparait au Journal Officiel du Second Empire : comme de très nombreuses communes, elle envoie une adresse à Napoléon III pour lui manifester sa confiance.
La guerre de 1870 qui provoqua la chute de Napoléon III se déroula principalement à l'est du pays. La bataille la plus proche eut lieu à Bapaume, assez loin de Drincham donc.
A la fin du siècle, Drincham n'échappe pas à la fièvre politique boulangiste : aux élections législatives du 19 août 1888, le général Boulanger, élu entre autres, dans le département du Nord, arrive en tête (48 voix), d'une petite voix il est vrai, devant Koechlin (47 voix). Le village se distingue toutefois, car en général le général Boulanger obtient davantage de voix en ville ou dans les gros bourgs que dans les campagnes.
En 1893, Drincham comptait encore de nombreux petits commerces : 2 bouchers charcutiers, 1 brasseur, 6 cafés-estaminets au moins, 1 charron, 2 maréchaux ferrants, 1 cordonnier, 3 épiciers, 1 maçon, 1 menuisier, 1 débit de tabacs, 1 tailleur...

#### LeXXesiècle
La loi de séparation de l'Église et de l'État de 1905 eut des conséquences à Drincham comme dans de nombreuses localités : des biens de l'église furent placés sous séquestre puis réattribués : ainsi en 1911, les biens ayant appartenu à la fabrique, gérée par le conseil de fabrique, de l'église de Drincham furent attribués au bureau de bienfaisance de la commune (il en fut de même à Looberghe et dans de nombreuses communes).
En 1907, l'hiver est glacial, autour du 24 janvier, on relève -13°, on patine sur étangs et canaux.
Au début du XXe siècle, les autorités françaises décidèrent d'établir une ligne de chemin de fer entre Drincham et Bourbourg. À l'époque, plusieurs lignes de chemin de fer d'intérêt local existaient déjà : ainsi en 1895, fonctionnaient des lignes de chemin de fer entre Bourbourg et Dunkerque, Bourbourg et Calais, lignes toujours en activité, mais aussi Bourbourg vers Watten via Saint Pierrebroucq et Holque (il faut se rappeler que les automobiles ou les lignes d'autocars n'existaient pas ou à peine, le "petit train" ainsi que l'appelait les Drinchamois avait un réel intérêt). Drincham eut donc une gare : bâtiment situé à gauche du garage en activité de nos jours. Le projet concernant Drincham avait été décidé en 1907. Il était prévu d'établir un réseau de chemins de fer d'intérêt local, à voies d'un mètre, entre Herzeele et Saint Momelin via entre autres Bollezeele, ainsi que de Bergues à Bollezeele via notamment Steene, Pitgam et Drincham (ouverte en 1914) et enfin de Bourbourg à Drincham via Coppenaxfort, Brouckerque et Looberghe.
Le projet de ligne entre Bourbourg et Drincham prit du retard : le délai fixé pour les expropriations nécessaires à l'établissement de la ligne fut prorogé (prolongé) en 1914, puis de nouveau en 1921 (à la suite de la guerre de 1914-1918 qui bloqua de nombreux dossiers) et enfin en 1924 jusqu'au 31 décembre 1924.
En 1938, la ligne de Bourbourg à Drincham fut déclassée par un décret du 6 septembre paru au Journal Officiel du 18 septembre sur demande du département du Nord. La ligne semble avoir fonctionné jusque dans les années 1950.
Mais le vingtième siècle se caractérise surtout par les deux guerres mondiales. L'histoire du village en fut marquée de façon différente selon le conflit.

##### 1914-1918
Drincham ne se trouvait pas dans la zone de combats pendant toute la durée de la Première Guerre mondiale. En effet, pour arrêter les Allemands, les Belges avaient décidé en octobre 1914 d'inonder le plat pays en laissant la mer envahir les terres. De ce fait, les Allemands furent bloqués sur l'Yser, rivière qui prend sa source à Buysscheure et Lederzeele, passe par Bollezeele puis traverse la Flandre française puis belge pour rejoindre la mer à Nieuport. Le front de l'Yser remonte jusqu'à Ypres puis l'Artois. L'arrondissement de Dunkerque resta donc français pendant toute la durée de la guerre, ce qui ne fut pas le cas de Lille par exemple qui passa sous domination allemande. Dunkerque et sa périphérie immédiate subirent de nombreux bombardements sous différentes formes (avions, zeppelins, navires et surtout canon à longue portée) qui firent énormément de dégâts et de victimes comme le relate l'histoire de Dunkerque mais la campagne fut préservée.
Du coup, la région fut une zone de soutien des troupes engagées sur le front et une zone de passage des renforts notamment.
Il est possible de trouver sur internet un document composé de deux photographies, daté de novembre 1915, avec pour légende « Sortie d'une messe célébrée en mémoire de soldats tués sur le front en Champagne ». Il est bien spécifié Drincham sur le document... sauf qu'il ne s'agit pas de vues de l'église de Drincham mais a priori de deux églises différentes proches de Drincham (Zegers Cappel et Eringhem).
En revanche, le principe est juste : des troupes sont bien passés par les villages de Flandre et par Drincham par exemple en janvier 1916 en 1917, en novembre 1917 (un projecteur anglais) ou encore en avril 1918. Drincham dépendait du commandement d'étapes ayant son siège à Looberghe, (élément de l'armée organisant le stationnement de troupes, comprenant souvent des chevaux, pendant un temps plus ou moins long, sur les communes dépendant du groupement, en arrière du front), de même qu'Eringhem, Pitgam, etc. Début juillet 1917, 700 hommes (à comparer à la population du village de moins de 200 personnes) séjournaient à Drincham pendant quelques jours, des poteaux délimitaient la zone de l'armée française de celle de l'armée anglaise entre Drincham et Eringhem. Drincham relevait également en 1916 du commandement d'étapes de Grand-Millebrugghe, puis en 1917-1918 de celui de Spycker puis Steene.
Si Drincham a donc servi de base arrière et n'a pas été en contact direct avec le front, la commune a bien payé son tribut à la guerre : une plaque commémorative contenue dans l'église porte les noms des six membres de la commune morts pendant 1914-1918.
Il semble également que des personnes se soient réfugiées à Drincham pour fuir les bombardements qui frappaient la région de Dunkerque : la bibliothèque de Roubaix possède un courrier d'une personne ayant dû quitter Bergues à cause des bombardements et qui écrit depuis Drincham.
Des années après la guerre, au fil des labours faisant remonter les objets enfouis dans le sol, les Drinchamois purent retrouver des vestiges de la guerre, notamment dans l'Hossenaere : cartouches d'armes de guerre, baïonnette, voire fusil entier dont seul manquait la crosse et autres objets. Il n'était pas rare non plus de trouver, dans les années 1950 - 1960, dans les foyers des douilles d'obus soigneusement nettoyées utilisées à fin de décoration sur les cheminées au-dessus du feu.

##### 1939-1945
La Seconde Guerre mondiale est déclarée en septembre 1939 mais rien ne bouge avant mai 1940, c'est la période dite de la « drôle de guerre ». Tout se décide en mai 1940 : l'Allemagne hitlérienne lance des attaques fondées sur la vitesse : elle pratique la blitzkrieg. Elle viole la neutralité  de la Belgique, des Pays-Bas, du Luxembourg. La France surprise est très vite débordée et recule partout, malgré la présence de troupes britanniques. En dix jours, entre le 10 mai et le 20 mai 1940, les armées allemandes atteignent la Manche puis remontent le long de la côte vers Dunkerque tout en progressant également par les terres : Boulogne-sur-Mer tombe le 25 mai, Calais le 26 mai, Lille le 29 mai. Le général Gudérian arrive à Bourbourg le 24 mai et y reste trois jours avant de reprendre sa marche en avant vers Dunkerque où les Britanniques avaient décidé de rapatrier un maximum de soldats : ce sera la bataille de Dunkerque ou encore opération Dynamo en prévision de laquelle les Alliés organisent la concentration des troupes en vue de leur évacuation par la mer.
Lors du repli vers Dunkerque, une batterie d'artillerie fut un moment en activité aux alentours de Drincham : un décret de 1942 a inscrit sur le tableau spécial de la Légion d'honneur au grade de chevalier un capitaine d'artillerie qui s'est brillamment comporté le 27 mai 1940 sous les balles allemandes en empêchant que sa batterie ne tombe aux mains de l'ennemi et elle a pu ensuite participer à la défense de Dunkerque. Un desservant de cette batterie grièvement blessé pendant la même opération reçut lui en 1943 la médaille militaire (Croix de guerre avec palmes).
Des soldats anglais sont tués à Esquelbecq le 28 mai 1940, les troupes repliées dans la poche de Dunkerque sont abondamment bombardées par les Allemands. Les Drinchamois ont sans doute entendu le bruit de la canonnade, ont sans doute pu voir les fumées qui s'élevaient au-dessus de Dunkerque, ont sans doute pu voir les stukas se dirigeant vers Dunkerque mais le village ne fut pas en première ligne.
En même temps, en 1939 et 1940, Drincham eut à faire face à un autre souci : la contamination par le doryphore, insecte ravageur des cultures de pommes de terre : dans le canton de Bourbourg, les communes dites contaminées furent Bourbourg, Drincham et Watten, le reste était en zone de protection.
Après l'armistice demandé par la France et signé le 22 juin 1940, entre 1940 et 1944, les départements du Nord et du Pas-de-Calais et toute la Belgique furent contenus dans le ressort du Commandant militaire allemand de Bruxelles. La gestion était donc directement allemande et ne dépendait pas de la France gouvernée par le maréchal Pétain à Vichy. L'Allemagne détourna à son profit toute la richesse et l'économie des régions qu'elle gardait sous son autorité dans la France occupée, et tout particulièrement les deux départements cités. Drincham eut bien sûr à souffrir de cette situation comme tous les habitants de la Région, même si en campagne la situation était un peu moins dure qu'en ville car, en campagne, il était plus facile de trouver à se nourrir grâce aux jardins ainsi qu'aux cultures et élevages dans les fermes.
Les Drinchamois connurent à distance les bombardements alliés sur Dunkerque, ainsi que sur Éperlecques et ses bases de V1 et V2 de 1943 à 1945. Ils gardèrent le souvenir du passage pendant les années de la guerre, surtout à partir de 1942-1943, des bombardiers alliés provenant de la Grande-Bretagne et se dirigeant vers l'Allemagne : ce passage au-dessus de leurs têtes en pleine nuit des vagues de forteresses volantes formait comme un long bourdonnement paraissant sans fin. Ils assistaient également parfois au retour d'un bombardier ralenti par une avarie tentant de regagner l'Angleterre ou encore aux combats aériens entre avions alliés et avions allemands.
On pouvait encore trouver dans les années 1960 dans les foyers des Drinchamois des fascicules intitulés Le Courrier de l'air largués par les Alliés à partir de 1942 au-dessus des populations proches des côtes pour leur conseiller de s'éloigner du littoral en prévision du futur débarquement ou à l'inverse la revue Signal distribuée par les Allemands. Le maréchal Rommel désigné par Hitler pour renforcer le dispositif de défense allemand avait fait ériger sur les côtes de forts systèmes de défense, le fameux mur de l'Atlantique. Il avait également ordonné dès janvier 1944 l'inondation des basses terres en arrière des côtes.
Après le débarquement en Normandie en juin 1944, les troupes alliées progressent dans leur effort de libération de la France. Les habitants du canton de Bourbourg assistent à la retraite des troupes allemandes et le 8 septembre 1944, Bourbourg est libérée. Les communes du canton, dont Drincham, sont libérées par des Canadiens. La guerre n'est pas totalement terminée cependant : les Allemands résisteront dans la poche de Dunkerque jusqu'à la fin de la guerre le 8 mai 1945. Et les communes du canton de Bourbourg entendirent donc les échos de la bataille livrée pendant le siège de Dunkerque jusqu'à la fin de la guerre.

##### Depuis 1945
La guerre était terminée mais il fallut du temps pour retrouver une vie normale : l'hiver 1944-1945 fut rigoureux, les coupures d'électricité se succédaient, le rationnement de denrées dura jusqu'au 1er décembre 1949! Certaines fermes purent bénéficier un temps de la main d'œuvre constituée par des prisonniers allemands,.
Les années 1950 à 1970-1980 furent marquées par la progression dans les villages de la campagne, Drincham inclus, des marques du progrès. Pendant longtemps, les Drinchamois vécurent comme leurs parents l'avaient fait, utilisant les mêmes objets, les mêmes outils, perpétuant un même mode de vie, rythmé par les travaux des champs, les fêtes religieuses, la ducasse au début du mois de septembre. On puisait l'eau dans les puits lorsqu'elle était potable ou il fallait la faire bouillir, (d'où les innombrables accidents d'enfants brûlés atrocement en renversant sur eux les casseroles d'eau bouillante ou pire en tombant dans les cuves d'eau brûlante, puisqu'à l'époque on faisait bouillir le linge cf. les lamentations des anciens sur le blanc qui n'est plus blanc avec le temps puisque les étoffes d'aujourd'hui ne supporteraient plus la lessive à 100°), on recueillait l'eau de pluie dans des tonneaux. On se déplaçait à pied ou dans des voitures tirées par des chevaux... Les premiers changements intervinrent avec l'usage des bicyclettes, des vélomoteurs, des mobylettes. Après 1950 et en quelques décennies tout changea. Déjà l'électricité était arrivée dans les foyers juste avant la seconde guerre mondiale.
Après 1945, dans les années 1960 à 1990, les Drinchamois, comme tous les français s'équipèrent progressivement : d'abord la radio, puis la télévision, l'eau courante, (on disait l'eau d'Houlle, puisque le réseau public d'eau courante puisait l'eau à Houlle), la voiture individuelle, le téléphone (fini le temps où il y avait une cabine publique au café devenu depuis le Gallodrome, où les habitants se rendaient pour appeler le médecin par exemple, ou encore le temps où parfois on échangeait des légumes du jardin contre des seaux d'eau courante).
À la fin du XXe siècle, la disparité ville campagne était terminée : le mode de vie est désormais le même. Avant le XXe siècle, lors de leur mort, les êtres humains quittaient un monde qui n'avait que peu changé depuis leur naissance, de ce fait leur environnement, leur cadre de vie présentaient une stabilité importante. À présent c'est terminé, tout bouge tout le temps, et de plus en plus vite, le monde tel qu'il est lorsqu'on meurt n'a plus grand chose à voir avec celui de sa naissance (d'autant plus que la durée de vie s'est également allongée au fil du temps).
Dans le même temps, l'agriculture et l'élevage connaissaient des bouleversements sans précédent : concentration des terres, diminution du nombre d'agriculteurs, utilisation des engrais, abandon de l'usage des chevaux de trait, mécanisation.
Jusque dans les années 1960, les travaux des champs faisaient appel à une importante main d'œuvre, les principales fermes ayant de un à plusieurs ouvriers agricoles employés à plein temps. On utilisait également des groupes de personnes, souvent des femmes mais pas seulement, se rendant de ferme en ferme, appelées par les paysans pour réaliser différents travaux liés à la récolte du lin, à la moisson, au ramassage des pommes de terre, à l'arrachage des betteraves.... Ces groupes de personnes étaient appelées « bandes », on demandait à la bande de venir travailler chez soi. Une de ces bandes composée de femmes de caractère, dotées d'une force physique ou nerveuse certaine, ne reculant pas devant un verre d'alcool, par de nombreux aspects hors du commun, disposait d'une certaine célébrité dans le village, et avait mérité le surnom de « bande volante », allusion à la rapidité avec laquelle elles étaient capables de travailler lorsque le paysan savait les motiver (par exemple en promettant une prime doublée d'une bonne bouteille si le travail était terminé avant tel ou tel jour ou heure) : lorsqu'elles s'y mettaient, on pouvait voir les feuilles de betteraves «voler » (d'où leur surnom) lorsqu'elles les arrachaient avec la fourche à deux dents spécifique à cette fonction : elles avançaient rapidement, le bruit des betteraves arrachées et jetées au sol parfois surmonté par des jurons retentissants lorsqu'une des racines résistait.....
Dans les années 1960, sur la place de Drincham, l'actuel café tabac s'appelait « Café de la forge » et les Drinchamois pouvaient voir le forgeron maréchal-ferrant occupé à ferrer le sabot d'un cheval (avec l'odeur caractéristique de la corne brûlée par le fer rougeoyant) ou à forger une pièce de métal pour réparer une charrue. Avec le temps, et la fin de l'utilisation des chevaux de trait pour les travaux des champs, leur remplacement par les tracteurs et autres machines agricoles, la forge ferma faute d'activité suffisante : les agriculteurs n'y avaient plus recours car désormais les pannes éventuelles de matériel relevaient non plus du maréchal ferrant mais du mécanicien agricole.
L'agriculture était elle aussi entrée dans la modernité et ne devait plus la quitter.
En 1995, la commune de Drincham fit l'objet d'un arrêté portant constatation de l'état de catastrophe naturelle au titre de mouvements de terrain de janvier 1991 à septembre 1993 consécutifs à la sécheresse. En revanche en 2005, une nouvelle demande visant à constater l'état de catastrophe naturelle au titre des mouvements de terrains différentiels consécutifs à la sécheresse et à la réhydratation des sols de juillet à septembre 2003 fut rejetée.
En 1996, un autre arrêté paru au Journal Officiel déclara d'utilité publique les travaux à exécuter pour la construction d'une canalisation de transport de gaz : il s'agit de la canalisation de transport de gaz de Loon Plage à Cuvilly (Oise) qui passe par le village de Drincham après la station de compression et d'interconnexion installée par GRTGaz à Pitgam. Les travaux furent autorisés en 2011.
Drincham est également citée dans un nouveau texte relatif à une nouvelle canalisation de gaz entre Pitgam et Hondschoote au titre de commune affectée par les distances d'effet liées à la canalisation : la canalisation ne passe pas par Drincham mais la commune est concernée de par sa proximité avec elle.

## Toponymie
- En néerlandais : Drinkam, en flamand occidental : Drinkham[70], Drinckam (prononcer "drinequame").

Le nom "Drincham" viendrait du nom laissé par le 1er possesseur et signifiant "demeure de Dagemar". La commune s'est appelée successivement :
- 830 : DAGMARINGAHEM, cartulaire de Saint-Martin
- 857 : DAGMARINGAHAM, id
- 977 : DAKINGAHEM,
- 1111 : DRINCHAM, cartulaire de Notre-Dame de Bourbourg[71].

## Politique et administration

### Élections présidentielles

#### Élections de 2022
Résultat de l'élection au second tour : Marine Le Pen :  54,29 %, Emmanuel Macron : 45,71 %. Participation 80,71 %.
Au premier tour avaient obtenu : Marine Le Pen 31,65 %, Emmanuel Macron 22,15 %, Jean-Luc Mélenchon 21,52 %, Jean Lasalle 5,06 %, Valérie Pécresse  5,06 %.
Yannick Jadot, Fabien Roussel, Anne Hidalgo, Éric Zemmour, Nicolas Dupont-Aignan, Nathalie Artaud, Philippe Poutou avaient recueilli entre 4,43 % et 0,00 %.

#### Élections de 2017
Résultat de l'élection au second tour : Emmanuel Macron (La République En Marche) 78 voix / Marine le Pen (Front national) 70 voix.
Au premier tour, Marine Le Pen était arrivée en tête avec 56 voix. Emmanuel Macron venait ensuite avec 37 voix à quasi égalité avec François Fillon (Les Républicains) 35 voix, devant Jean Luc Mélenchon (La France insoumise) 26 voix. Les autres candidats ont eu moins de 5 % des voix.

#### Élections de 2012
Résultat de l'élection au second tour : Nicolas Sarkozy (Union pour un Mouvement Populaire=UMP) 95 voix / François Hollande (Parti Socialiste= PS) 72 voix.
Au premier tour, Nicolas Sarkozy avait obtenu 58 voix devant Marine Le Pen (Front national) 50 voix, puis François Hollande 38 voix, Jean Luc Mélenchon (Front de gauche) seize voix, François Bayrou (Mouvement Démocrate = Modem) treize voix. Les autres candidats ont eu moins de 5 % des voix.

### Liste des maires
Maire en 1791 : Mr Janssen, maire en avril 1791, acheteur de terres détenues par un couvent de Bourbourg.
Maire de 1802 à 1808 : Jean Janssen,.
Maire en 1846 : Mr Dupont.
Maire en 1854 : Mr Janssen.
Maire en 1866 :Mr Maegherman.
Maire en 1876 : Mr Teuf.
Maire en 1881 et 1883 : Ad Declercq,.
Maire en 1885 : Mr Bertram.
Maire de 1887 à 1893 : Ad. Declercq.
Maire de 1893 à 1896 : Ad. Baillie.
Maire de 1896 à 1908 : Ad. Declercq.
Maire de 1908 à 1929 : Léon Vanacker.
Maire de 1929 à 1935 : Gaston Baillie.
Maire de 1935 à 1939 :Jules Bertram.
Maire de 1945 à 1971 : Abel Vanacker, agriculteur, chevalier de la Légion d'Honneur, Croix de guerre 1914-1918,.
Maire de 1971 à 1978 au moins : A. Paccou.
| Période                                  | Période  | Identité      | Étiquette | Qualité                            |
| ---------------------------------------- | -------- | ------------- | --------- | ---------------------------------- |
| mars 2001                                | mai 2020 | Luc Waymel    |           | Principal d'établissement scolaire |
| mai 2020                                 | En cours | Patrick Thoor |           | Agriculteur                        |
| Les données manquantes sont à compléter. |          |               |           |                                    |

## Population et société

### Démographie

#### Évolution démographique
L'évolution du nombre d'habitants est connue à travers les recensements de la population effectués dans la commune depuis 1793. Pour les communes de moins de 10 000 habitants, une enquête de recensement portant sur toute la population est réalisée tous les cinq ans, les populations de référence des années intermédiaires étant quant à elles estimées par interpolation ou extrapolation. Pour la commune, le premier recensement exhaustif entrant dans le cadre du nouveau dispositif a été réalisé en 2006.

En 2022, la commune comptait 282 habitants, en évolution de +12,8 % par rapport à 2016 (Nord : +0,51 %, France hors Mayotte : +2,11 %).
| 1793 | 1800 | 1806 | 1821 | 1831 | 1836 | 1841 | 1846 | 1851 |
| ---- | ---- | ---- | ---- | ---- | ---- | ---- | ---- | ---- |
| 196  | 294  | 300  | 258  | 253  | 250  | 275  | 260  | 288  |

| 1856 | 1861 | 1866 | 1872 | 1876 | 1881 | 1886 | 1891 | 1896 |
| ---- | ---- | ---- | ---- | ---- | ---- | ---- | ---- | ---- |
| 294  | 304  | 269  | 254  | 248  | 244  | 250  | 240  | 253  |

| 1901 | 1906 | 1911 | 1921 | 1926 | 1931 | 1936 | 1946 | 1954 |
| ---- | ---- | ---- | ---- | ---- | ---- | ---- | ---- | ---- |
| 247  | 228  | 200  | 189  | 209  | 185  | 187  | 213  | 192  |

| 1962 | 1968 | 1975 | 1982 | 1990 | 1999 | 2006 | 2011 | 2016 |
| ---- | ---- | ---- | ---- | ---- | ---- | ---- | ---- | ---- |
| 184  | 185  | 156  | 196  | 221  | 210  | 273  | 252  | 250  |

| 2021 | 2022 | - | - | - | - | - | - | - |
| ---- | ---- | - | - | - | - | - | - | - |
| 278  | 282  | - | - | - | - | - | - | - |

#### Pyramide des âges
La population de la commune est relativement jeune.
En 2018, le taux de personnes d'un âge inférieur à 30 ans s'élève à 40,0 %, soit au-dessus de la moyenne départementale (39,5 %). À l'inverse, le taux de personnes d'âge supérieur à 60 ans est de 19,6 % la même année, alors qu'il est de 22,5 % au niveau départemental.
En 2018, la commune comptait 124 hommes pour 138 femmes, soit un taux de 52,67 % de femmes, légèrement supérieur au taux départemental (51,77 %).
Les pyramides des âges de la commune et du département s'établissent comme suit.
| Hommes | Classe d’âge | Femmes |
| ------ | ------------ | ------ |
| 0,0    | 90 ou +      | 0,8    |
| 3,4    | 75-89 ans    | 4,5    |
| 16,9   | 60-74 ans    | 13,6   |
| 20,3   | 45-59 ans    | 17,4   |
| 22,9   | 30-44 ans    | 20,5   |
| 14,4   | 15-29 ans    | 18,2   |
| 22,0   | 0-14 ans     | 25,0   |

| Hommes | Classe d’âge | Femmes |
| ------ | ------------ | ------ |
| 0,5    | 90 ou +      | 1,4    |
| 5,3    | 75-89 ans    | 8,1    |
| 14,8   | 60-74 ans    | 16,2   |
| 19,1   | 45-59 ans    | 18,4   |
| 19,5   | 30-44 ans    | 18,7   |
| 20,7   | 15-29 ans    | 19,1   |
| 20,2   | 0-14 ans     | 18     |

#### Analyse de l'évolution démographique
De 1793 à 1800, Drincham gagne 100 habitants soit une augmentation de 50% et compte environ 300 villageois ce qui sera et restera son maximum..
En 1820, la population a diminué de 50 personnes et redescend à 250 drinchamois et drinchamoises (conséquence des guerres napoléoniennes?).
Il faut attendre les années 1860 pour retrouver le niveau de 1800-1806 soit environ 300 habitants.
Le progrès fut de courte durée : dès les années 1870, on retourne au niveau de 1820.(faiblesse de la natalité en France au cours du XIXe siècle, diminution progressive du nombre d'enfants par famille).
Le déclin continue par la suite tout au long du XXe siècle : en 1911, la population n'est plus que de 200 habitants puis diminue encore pour atteindre son niveau le plus bas en 1975 où le village ne compte plus que 150 habitants : poursuite de la faiblesse de la natalité, conséquences des deux guerres mondiales, exode rural.
Depuis 1975, Drincham se développe de nouveau (ex :construction de nouvelles maisons au cœur du village pour densifier celui ci) mais, malgré ces progrès, en 2014, il n'a toujours pas retrouvé les niveaux de 1800 ou de 1860. Au moins le déclin semble-t-il enrayé.

## Culture locale et patrimoine
Un chemin de randonnée pédestre de 18 km, le « Circuit des nouvelles terres » traverse le village, emmène jusqu'au village de Looberghe et fait découvrir la campagne environnante. Il existe dans une version plus courte, le « Circuit des nouvelles terres_variante » de 12 km.

### Lieux et monuments
L'église Saint-Wandrille qui tombait en ruines a été reconstruite une première fois en 1369 par Jean seigneur de Drincham.
Elle fut ensuite presque entièrement reconstruite en 1688 par le seigneur de Drincham appartenant à la famille De Cupère. De l'église bâtie par les De Cupère date un confessionnal en bois de chêne sculpté (1684) classé par les Beaux-Arts. Elle contient également une chaire du XVIIIe siècle et sa rampe également sculptées, classée depuis 1982.
Enfin elle fut reconstruite en 1901.
L'église est dotée de deux retables remarquables, certes abîmés par le temps mais qui montrent la ferveur des chrétiens en Flandre. Le retable latéral Nord, dédié à la Vierge, possède une toile représentant la donation du Rosaire à saint Dominique. On peut également remarquer une Vierge à l'enfant sculptée, dans la niche supérieure du retable.
Le retable latéral Sud est exécuté en bois peint. Il date du XVIIIe siècle.
Les deux retables de Drincham ont fait l'objet d'une restauration par le SIVOM des Rives de l'Aa et de la Colme.
En 2015, une association dunkerquoise Hispasec (Histoire Patrimoine Sauvegarde Environnement Culture) a donné à la paroisse de Drincham un portrait de Julien Philippe Flahaut né en 1818 à Bailleul, mort curé de Drincham en 1866. Le portrait est affiché dans l'église depuis le 9 avril 2015.
Des fouilles ont été menées par le GRAAL (Groupe de Recherche Archéologie et Archives du Littoral) en 1995 sur l'emplacement du château détruit à la Révolution.

### Langue
Drincham fait partie des villages de la Flandre où le flamand est resté longtemps très pratiqué par les habitants. La coupure se situe en gros après la seconde guerre mondiale : les habitants nés avant celle-ci parlaient le flamand, échangeaient entre eux dans cette langue, situation résultant également du fait que souvent à 14 ans on quittait l'école, où on apprenait le français, pour commencer à travailler. Les Drinchamois nés avant la 2e guerre mondiale étaient parfois plus à l'aise en flamand qu'en français.
En revanche, les personnes nées après 1945 pratiquaient de moins en moins le flamand : l'obligation scolaire jusqu'à 14 ans décidée en 1936 mais dont les effets ne se firent sentir en profondeur qu'après la seconde guerre mondiale, puis jusqu'à 16 ans décidée en 1959 porta progressivement ses fruits.
Un couple d'instituteurs comme Mr et Mme Fayaud, instituteurs de Drincham dans les années 1950-1960, dignes représentants des « hussards noirs de la République » fit le maximum pour que les enfants poursuivent les études les plus longues possibles, argumentant inlassablement auprès des parents pour leur montrer l'intérêt de posséder au moins une qualification comme un certificat d'aptitude professionnelle (CAP) si les études au collège (à l'époque, premier cycle des lycées) voire au lycée, et même au-delà semblaient impossibles du fait des capacités des élèves. Ils aidaient les familles à constituer les dossiers de demande de bourses d'études lorsque les faibles revenus des familles, longtemps barrière à la poursuite des études, permettaient d'obtenir cette aide.
La fréquentation de l'école et du collège puis du lycée fit que les jeunes générations eurent et ont un meilleur niveau en français mais connaissent moins le flamand même si celui-ci est depuis quelques années de nouveau enseigné dans quelques cours de quelques écoles, comme à Looberghe,.

### Religion
Dans un village comme Drincham profondément imprégné de la foi catholique, la pratique religieuse, les cérémonies liées au culte (ex : processions, vêpres), les fêtes religieuses (Noël, Pâques, communion solennelle...) constituèrent longtemps une part essentielle de la culture du village. La diminution du nombre de prêtres, les messes moins fréquentes du fait du regroupement des communes sur le plan religieux, les prêtres devant se partager entre plusieurs paroisses, sont venues modifier cet état de fait mais il n'en demeure pas moins que la culture religieuse demeure une composante importante de la culture à Drincham.

### Divertissements
Le divertissement essentiel pour la commune demeura pendant longtemps la ducasse et le raccroc de la ducasse (le dimanche suivant celui de la ducasse). Elle était la principale fête non religieuse. À cette occasion, pendant les années 1960-1970, quelques manèges (chevaux de bois, stand de tir...) venaient s'installer sur la place du village. Un bal était organisé, souvent dans la salle attenante au café devenu depuis le Gallodrome. La ducasse attirait du monde venant des villages voisins, elle était l'occasion de promenades en famille, de tours de manège payés aux enfants.
Pour aller au cinéma, les Drinchamois devaient se rendre à Bourbourg, à Worhmout, (on y allait en vélo) à l'époque où des cinémas existaient encore dans des petits bourgs (cinémas florissants dans les années 1920 à 1950 puis disparaissant progressivement du fait de la raréfaction des clients consécutive à l'arrivée dans les foyers de la télévision). Pendant quelques années, dans les années 1960, le cinéma vint au village, sur l'initiative d'un commerçant looberghois, Mr Bommelaere, qui arrivait avec tout le matériel nécessaire pour diffuser les films. La projection avait lieu dans la salle attenante au café devenu le Gallodrome. Les Drinchamois purent ainsi regarder sur un relativement grand écran des films grand public tels que la série des Sissi, Joselito l'enfant à la voix d'or, Barry...
Dans les mêmes années, se déroulaient encore à Drincham des combats de coqs. Le nom Gallodrome d'un des cafés restaurants du village découle directement de ce fait qui se déroulait dans la salle attenante au café. Cet évènement drainait lui aussi un grand nombre de visiteurs et parieurs, souvent eux-mêmes « coqueleux » il est vrai.

### Culture populaire[26],[59]
La culture populaire, culture orale transmise de génération en génération, se nourrissait de différentes croyances, plus ou moins légendaires, mais parfois vérifiées car vécues par les personnes qui les répétaient.
Cette culture se composait d'abord de la foi en la « force » de certaines personnes, cette force consistant essentiellement en la capacité de faire le bien (guérisseurs, rebouteux) ou le mal (sorciers et sorcières). Les familles des années 1950-1960 recouraient encore aux services des guérisseurs et rebouteux lorsque la médecine scientifique s'avérait incapable ou trop lente pour guérir certains maux, que ce soit pour les humains ou pour les animaux d'ailleurs. Le plus souvent ces guérisseurs fondaient leur intervention en grande partie sur des prières prononcées, voire marmonnées, à voix basse pendant leur action, mais aussi par le patient pendant une période plus ou moins longue (neuvaines). Selon les cas, les guérisseurs se transmettaient leur « pouvoir » de père ou mère en fils ou en fille tout en gardant le secret sur leur pratique (le secret était essentiel pour le succès de l'opération), même si entre eux les Drinchamois commentaient ces transmissions en comparant l'efficacité relative des générations de guérisseurs (« il a plus de force que son père ou moins de force que son père » etc.). Parfois au contraire, le « pouvoir » ne pouvait se transmettre et les enfants d'un guérisseur connu se montraient inopérants mais il réapparaissait chez une autre personne qui découvrait en quelque sorte ses capacités.
Cette croyance dans le pouvoir magique de certains se faisait dans les deux sens : autant certains étaient connus pour faire le bien, autant d'autres étaient redoutés pour leur capacité à faire le mal, en tant que sorcier ou sorcière. Une des différences essentielles entre les « bons » et les « mauvais » était que les guérisseurs étaient connus en tant que tels alors que pour les sorciers, il s'agissait uniquement de présomptions ou de soupçons, personne ne s'avouait sorcier, on redoutait simplement certains individus, on les évitait plus ou moins pour surtout ne pas se les mettre à dos ou se fâcher avec eux.
Dans les années 1950, dans les familles, on racontait également des légendes se rapportant à certains curés du village dans le passé : l'un avait arrêté la progression du feu qui avait pris dans une grange dès lors qu'il avait été averti et s'était rendu sur les lieux en priant et une fois sur place en aspergeant la grange d'eau bénite, un autre ayant perdu son bréviaire avait sommé lors du sermon dominical le coupable de lui rapporter sous peine de dessèchement et avait retrouvé plus tard un de ses arbres fruitiers où se trouvait son bréviaire complètement mort.
Il semble que de telles légendes existaient dans de nombreux villages qui se les étaient en quelque sorte appropriées : dans chaque village, on les répétait comme des faits véridiques concernant des prêtres de son village et en réalité on pouvait retrouver les mêmes histoires à quelques kilomètres de distance.

### Personnalités liées à la commune
Voir Seigneurs de Drincham

## Pour approfondir